# Legea Sclavilor Fugari din 1850

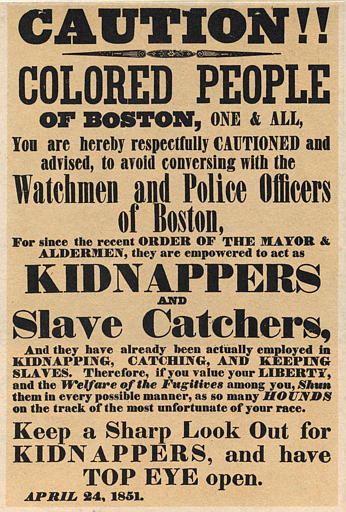
Un afiș din care avertizează „oamenii de culoare din Boston” despre polițiștii care acționează ca prinzători de sclavi.

Legea Sclavilor Fugari a fost adoptată de Congresul Statelor Unite⁠(d) pe 18 septembrie 1850, ca parte a Compromisului din 1850 dintre interesele Sudului în materie de sclavie și ale Partidului Pământului Liber din Nord⁠(d).
Legea a fost unul dintre cele mai controversate elemente ale compromisului din 1850 și a sporit temerile Nordului față de o conspirație a Puterii Sclavagiste. Ea cerea ca toți sclavii evadați să fie capturați și înapoiați stăpânilor, și ca oficialii și cetățenii statelor libere să coopereze. Aboliționiștii⁠(d) au poreclit-o „Bloodhound Bill”, după câinii care erau folosiți pentru a urmări oamenii care fugeau din sclavie. 
Legea a contribuit la polarizarea tot mai mare a țării cu privire la problema sclaviei și a fost unul dintre factorii care au dus la Războiul Civil⁠(d).

## Context
Până în 1843, câteva sute de sclavi fugeau cu succes în Nord în fiecare an, ceea ce făcea ca sclavia să fie o instituție instabilă în statele de graniță⁠(d). 
Legea Sclavilor Fugari din 1793⁠(d), aflată atunci în vigoare, era o lege federală care a fost scrisă cu intenția de a aplica articolul 4, secțiunea 2, clauza 3 din Constituția Statelor Unite⁠(d), care impunea returnarea sclavilor evadați. Ea căuta să oblige autoritățile din statele libere să returneze sclavii stăpânilor lor.
Multe state din nord voiau să ignore Legea Sclavilor Fugari. Unele jurisdicții au adoptat legi privind libertatea personală⁠(d), impunând un proces cu juriu înainte ca presupușii sclavi fugari să poată fi mutați; alții au interzis folosirea închisorilor locale sau asistența dată oficialilor de stat la arestarea sau returnarea pretinșilor sclavi fugari. În unele cazuri, juriile au refuzat să condamne⁠(d) persoanele care fuseseră inculpate conform legii federale.
Curtea Supremă a statului Missouri respecta de regulă legile statelor libere învecinate, conform cărora sclavii care erau transportați voluntar de către stăpânii lor în state libere, cu intenția ca stăpânii lor să locuiască acolo permanent sau pe termen nelimitat, își câștigă libertatea în consecință. Legea din 1793 trata sclavii care fugeau în statele libere fără acordul stăpânilor lor. Curtea Supremă a Statelor Unite a decis, în cauza Prigg v. Pennsylvania⁠(d) (1842), că statele nu sunt obligate să ofere ajutor pentru vânătoarea sau reprinderea sclavilor, slăbind foarte mult legea din 1793.
După 1840, populația neagră din comitatul Cass, Michigan a crescut rapid, deoarece familiile erau atrase de faptul că albii de acolo ignorau legile discriminatorii, de numeroși quakeri care îi ajutau și de terenurile cu prețuri scăzute. Negri liberi și evadați au găsit în comitatul Cass un paradis. Bunăstarea lor a atras atenția stăpânilor de sclavi din Sud. În 1847 și 1849, deținătorii de plantații din comitatele Bourbon și Boone, Kentucky, au efectuat raiduri în comitatul Cass pentru a-i readuce pe oamenii care scăpaseră de sclavie. Raidurile au eșuat, dar situația a contribuit la cererile Sudului din 1850 pentru adoptarea ei legi consolidate privind sclavii fugari.
Politicienii din Sud exagerau adesea numărul de oameni care scăpau de sclavie, dând vina pe aboliționiștii din Nord, despre care susțineau că îi stârnesc pe sclavii, care chipurile trăiau fericiți pe plantații, amestecându-se în drepturile de proprietate din Sud.

## Legea nouă

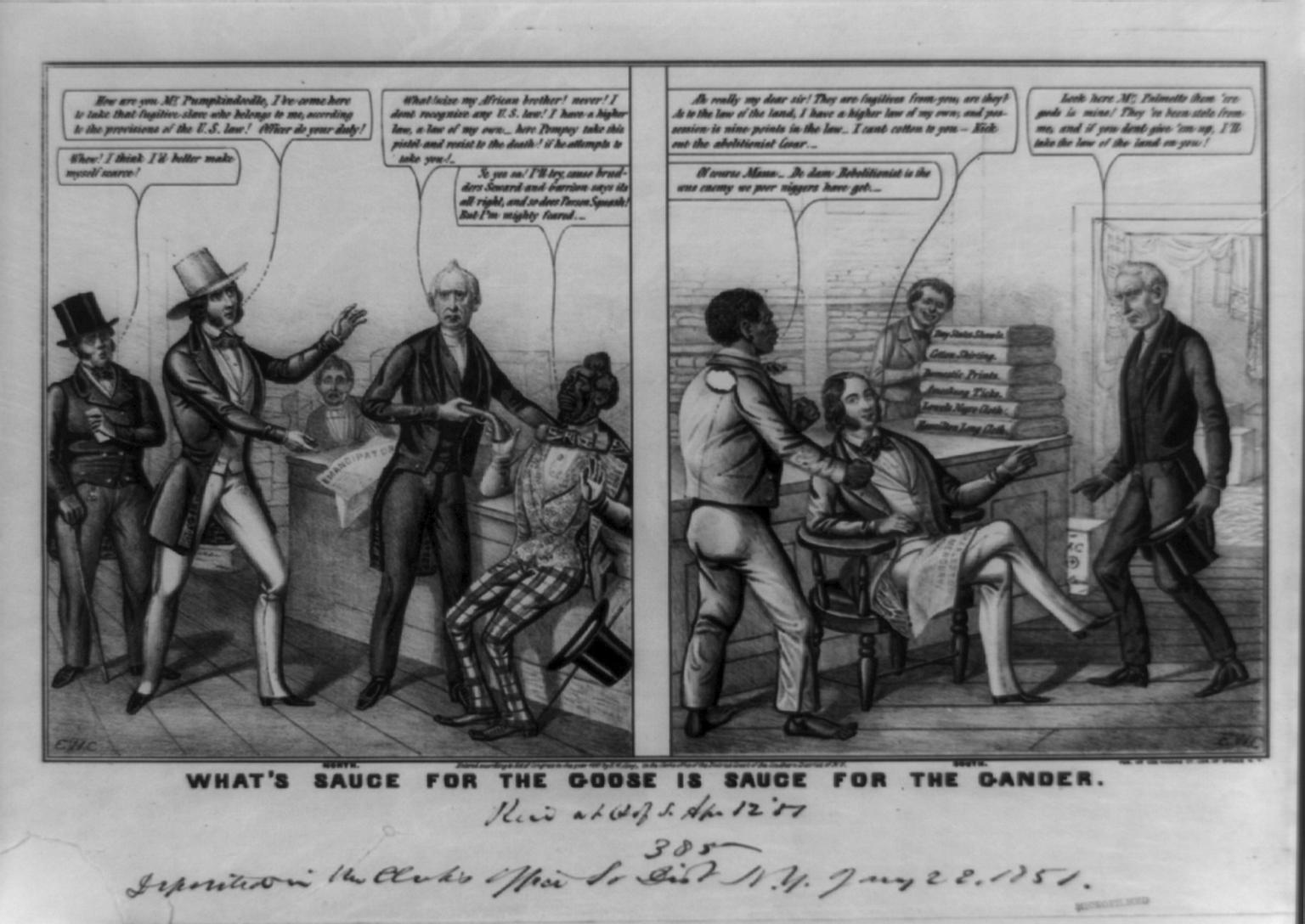
Stampă de EW Clay, un artist care a publicat multe caricaturi pro-sclavie, ce susținea Legea Sclavilor Fugari din 1850. În caricatură, un sudist își bate joc de un nordist care pretinde că bunurile sale, mai multe șuruburi de țesătură, au fost furate. — Au fugit de la tine, nu? întreabă stăpânul de sclavi. Adoptând retorica aboliţioniştilor, el continuă: „În ceea ce priveşte legea pământului, am o lege mai înaltă a mea, iar posesia este de nouă puncte în lege”.

Ca răspuns la slăbirea Legii Sclavilor Fugari aflată deja în vigoare, senatorul James M. Mason⁠(d) din Virginia a redactat Legea sclavilor fugari din 1850, care penaliza oficialii care nu arestau pe cineva care se presupune că scăpa din sclavie și îi făcea pasibili de o amendă de 1000 de dolari. Oamenii legii de pretutindeni erau obligați să aresteze persoanele suspectate că au scăpat din sclavie doar în baza mărturiei unui reclamant⁠(d) care susținea că acestea sunt proprietatea lui. Habeas corpus a fost declarat irelevant, iar comisarul în fața căruia fugarul din sclavie era adus pentru o audiere — nu era permis proces cu jurați, iar presupusul refugiat din sclavie nu putea depune mărturie — era răsplătit cu 10 dolari dacă se constata că individul se dovedea a fi fugar, și cu doar 5 dolari dacă stabilea că dovezile sunt insuficiente. În plus, orice persoană care ajuta un fugar prin furnizarea de hrană sau adăpost era pasibilă de șase luni de închisoare și de o amendă de 1.000 de dolari. Ofițerii care capturau un fugar din sclavie aveau dreptul la o primă sau o promovare pentru munca lor.
Stăpânii de sclavi erau obligați să furnizeze o simplă declarație pe propria răspundere⁠(d) în fața unui șerif federal pentru a captura un fugar din sclavie. Întrucât o persoană suspectată de sclavie nu era eligibilă pentru un proces, legea a dus la răpirea negrilor liberi și aducerea lor în sclavie, deoarece suspecții de fugă din sclavie nu aveau drepturi în instanță și nu se puteau apăra împotriva acuzațiilor.
Legea a afectat negativ perspectivele de evadare din sclavie, în special în statele apropiate de Nord. Un studiu constată că, în timp ce prețurile sclavilor au crescut în Sud în anii de după 1850, se pare că „Legea Sclavilor Fugari din 1850 a crescut prețurile în statele de graniță cu 15% până la 30% mai mult decât în statele aflate mai la Sud”, ilustrând modul în care legea a modificat șansele de reușită ale evadărilor.
Potrivit aboliționistului John Brown, chiar și în zona Springfield, Massachusetts, care era presupusă a fi una sigură, „unii dintre ei sunt atât de alarmați încât îmi spun că nu pot dormi nici de grija lor înșisi, nici a soțiilor și copiilor lor. Pot doar să spun că cred că mi s-a permis să fac ceva pentru a le reînvia spiritele frânte. Vreau ca toată familia mea să se imagineze în aceeași stare groaznică.”

### Nulificarea
În 1855, Curtea Supremă a Wisconsinului a devenit singura înaltă instanță de stat care a declarat neconstituțională Legea Sclavilor Fugari, ca urmare a unui caz care îi implica pe sclavul fugar Joshua Glover⁠(d) și Sherman Booth⁠(d), care s-a pus în fruntea eforturilor care au zădărnicit recapturarea lui Glover. În 1859, în cazul Ableman v. Booth⁠(d), Curtea Supremă a SUA a anulat decizia  instanței supreme a statului.
În noiembrie 1850, legislativul Vermontului a adoptat Legea Habeas Corpus, care impunea oficialilor judiciari și oamenilor legii din Vermont să-i ajute pe sclavii fugari capturați. De asemenea, a instituit un proces judiciar la nivel de stat, paralel cu procesul federal, pentru persoanele acuzate că sunt sclavi fugari. Această lege a făcut ca legea federală privind sclavii fugari să fie efectiv inaplicabilă în Vermont și a provocat o furtună de controverse la nivel național. A fost considerată o nulificare⁠(d) a legii federale, un concept popular în Sud în rândul statelor care doreau să anuleze alte aspecte ale dreptului federal și făcea parte din dezbaterile extrem de încărcate despre sclavie. Renumitul poet și aboliționist John Greenleaf Whittier⁠(d) a cerut astfel de legi, iar controversa Whittier a intensificat reacțiile pro-sclavie la legea din Vermont. Guvernatorul Virginiei, John B. Floyd⁠(d), a avertizat că nulificarea ar putea împinge Sudul spre secesiune, în timp ce președintele Millard Fillmore a amenințat că va folosi armata pentru a aplica Legea Sclavilor Fugitivi în Vermont. Nu au avut loc evenimente violente în Vermont, dar retorica acestei izbucniri a făcut ecou crizei nulificării din Carolina de Sud din 1832 și rezoluțiilor Kentucky⁠(d) din 1798 ale lui Thomas Jefferson.
Nulificarea de către juriu⁠(d) avea loc pe măsură ce juriile locale din Nord îi achitau pe oamenii acuzați de încălcarea legii. Secretarul de stat Daniel Webster a fost un important susținător al legii, așa cum s-a exprimat el în celebrul său discurs „Șapte Martie”. El dorea condamnări la nivel înalt. Nulificările de către jurii îi distrugeau aspirațiile prezidențiale și ultimele sale eforturi de a găsi un compromis între Nord și Sud. Webster a efectuat urmărirea penală împotriva oamenilor acuzați că l-au salvat pe Shadrach Minkins⁠(d) în 1851 de oficialii din Boston care intenționau să-l readucă pe Minkins în sclavie; juriile nu l-au condamnat pe niciunul dintre acuzați. Webster a căutat să aplice o lege care era extrem de nepopulară în Nord, iar partidul său Whig l-a sărit din nou la alegerea un candidat la președinție în 1852.

### Rezistența în Nord și alte consecințe
Legea sclavilor fugari a adus problema în fața cetățenilor anti-sclavie din Nord, deoarece îi făcea pe ei și pe instituțiile lor responsabile pentru aplicarea sclaviei. „Acolo unde înainte mulți din Nord aveau puține opinii sau și sentimente, ori niciuna, cu privire la sclavie, această lege părea să le ceară acordul direct la practica înrobirii umane și a galvanizat sentimentele Nordului împotriva sclaviei”. Aboliționiștii moderați s-au confruntat cu alegerea imediată între a sfida ceea ce credeau a fi o lege nedreaptă, și a încălca propriile conștiințe și convingeri. Harriet Beecher Stowe a scris Coliba unchiului Tom (1852) ca răspuns la această lege.:1
Multi abolitioniști au sfidat deschis legea. Reverendul Luther Lee, pastorul Bisericii Metodiste Wesleyane⁠(d) din Syracuse, New York⁠(d), a scris în 1855:
„Eu nu aș respecta-o niciodată. Ajutasem treizeci de sclavi să fugă în Canada luna trecută. Dacă autoritățile au ceva cu mine, locuiesc pe strada Onondaga nr. 39. Aș recunoaște și pot să mă ia să mă închidă în Penitenciarul de pe deal; dar dacă ar face o asemenea prostie, am destui prieteni în comitatul Onondaga cât să îl pună la pământ până a doua zi dimineața.”
Au existat mai multe cazuri în care comunitățile din Nord au pus în practică aceste vorbe. Cu câțiva ani înainte, la salvarea lui Jerry⁠(d), aboliționiștii din Syracuse au eliberat cu forța un sclav fugar care urma să fie trimis înapoi în Sud, și l-au trecut clandestin granița în Canada. Thomas Sims⁠(d) și Anthony Burns⁠(d) au fost doi dintre fugarii capturați care nu au putut fi eliberați de adversarii Legii Sclavilor Fugari. Printre alte exemple celebre se numără Shadrach Minkins⁠(d) în 1851 și Lucy Bagby⁠(d) în 1861, a cărei întoarcere forțată a fost citată de istorici ca fiind importantă și „alegorică”. Aboliționiștii din Pittsburgh au organizat grupuri al căror scop era identificarea și eliberarea oricărui sclav care trecea prin oraș, cum a fost cazul unui servitor negru liber al familiei Slaymaker, pe care ospătarii negri din restaurantul unui hotel au încercat eronat să-l „salveze”. Dacă fugarii din sclavie erau capturați și trimiși în judecată, aboliționiștii se ocupau de apărarea lor la proces și dacă, întâmplător, persoanei recapturate îi era stabilit un preț pentru eliberare, aboliționiștii strângeau bani să plătească eliberarea. Alți adversari, cum ar fi lidera afro-americană Harriet Tubman, pur și simplu tratau legea ca o complicație ca oricare alta în activitățile lor.
La 5 aprilie 1859, după ce a fost arestat în Harrisburg, Pennsylvania, sub acuzația că era de fapt Daniel Dangerfield, un sclav evadat din comitatul Loudoun, Virginia, Daniel Webster a fost audiat în instanță. Comisarul federal din Philadelphia, J. Cooke Longstreth, l-a eliberat pentru că, în opinia sa, nu se demonstrase că Daniel Webster era sclavul fugar. Webster a plecat imediat în Canada.

### Canada
O consecință importantă a fost că principala destinație pentru sclavii scăpați a devenit Canada, nu statele libere din nord. Populația de negri din Canada a crescut de la 40.000 la 60.000 între 1850 și 1860, iar mulți au ajuns la libertate prin sistemul Underground Railroad. Editori negri notabili, precum Henry Bibb⁠(d) și Mary Ann Shadd⁠(d), au creat publicații care încurajează emigrarea în Canada. Până în 1855, aproximativ 3.500 de oameni din populația de culoare a Canadei erau fugari din sclavia americană. La Pittsburgh, de exemplu, în luna septembrie care a urmat adoptării legii, grupuri organizate de oameni evadați, înarmați și care au jurat că „mai degrabă [vor] muri decât să fie duși înapoi în sclavie”, au pornit spre Canada, peste 200 de oameni plecând de la Pittsburgh înainte de sfârșitul lunii. Populația de negri din New York City a scăzut cu aproape 2000 de persoane din 1850 până în 1855.
Pe de altă parte, mulți oameni de afaceri din Nord susțineau legea, datorită legăturilor lor de afaceri cu statele din Sud. Ei au înființat Comitetul pentru Siguranță al Uniunii și au strâns mii de dolari pentru a-și promova cauza, care a câștigat influență, în special în New York City, și a făcut ca opinia publică să se orienteze oarecum spre susținerea legii.

## Sfârșitul legii
În primele etape ale Războiului Civil American, Uniunea nu avea o politică stabilită cu privire la persoanele care scăpau din sclavie. Mulți sclavi și-au părăsit plantațiile îndreptându-se spre liniile Uniunii, dar în primele etape ale războiului, fugarii din sclavie erau adesea returnați de forțele Uniunii stăpânilor lor. Generalul Benjamin Butler⁠(d) și alți generali ai Uniunii au refuzat totuși să recaptureze fugari după cum îi obliga legea, deoarece Uniunea și Confederația erau în război. El a confiscat sclavi drept contrabandă⁠(d) de război și i-a eliberat, cu justificarea că pierderea de forță de muncă ar dăuna Confederației. Lincoln i-a permis lui Butler să-și continue politica, dar a contramandat directivele mai ample emise de alți comandanți ai Uniunii care i-au eliberat pe toți sclavii din zonele aflate sub controlul lor.
În august 1861, Congresul SUA a adoptat legea de confiscare⁠(d), care interzicea stăpânilor de sclavi să reînrobească fugarii capturați. Legislația, susținută de Lyman Trumbull⁠(d), a fost adoptată cu un vot aproape unanim și a făcut din emanciparea militară o politică oficială a Uniunii, dar s-a aplicat numai sclavilor folosiți de stăpâni rebeli pentru a sprijini cauza Confederației. Forțele Armatei Uniunii⁠(d) au returnat uneori fugari din sclavie stăpânilor lor până în martie 1862, când Congresul a adoptat o legislație care interzicea forțelor Uniunii să returneze pe oricine în sclavie. James Mitchell Ashley⁠(d) a introdus un proiect de lege pentru a abroga legea sclavilor fugari, dar proiectul nu a ieșit din comisie în 1863. Deși politica Uniunii de confiscare și emancipare militară a luat, în ce privește aplicabilitatea, locul Legii Sclavilor Fugari, aceasta din urmă a fost abrogată oficial abia în iunie 1864. New York Tribune⁠(d) a salutat abrogarea, scriind: „pata roșie de sânge care a mânjit corpul legilor Republicii este ștearsă pentru totdeauna”.

### Incidente care implică Legea Sclavilor Fugari din 1850 (în ordine cronologică)
- Convenția Sclavilor Fugari⁠(d), august 1850, Cazenovia, New York
- Legea trece de Congres și este promulgată de președinte la 18 septembrie 1850
- Sechestrarea și înrobirea lui James Hamlet, 26 septembrie 1850, Williamsburg, New York[32]
- Evadarea lui Shadrach Minkins⁠(d), februarie 1851, Boston[33]
- Reînrobirea lui Thomas Sims⁠(d), aprilie 1851, Boston
- Răscoala din Christiana⁠(d), septembrie 1851, Christiana, Pennsylvania
- Salvarea lui Jerry⁠(d), octombrie 1851, Syracuse, New York
- Evadarea lui Joshua Glover⁠(d), martie 1854, Milwaukee
- Reînrobirea lui Anthony Burns⁠(d), mai/iunie 1854, Boston
- Tentativa de reînrobire a lui Jane Johnson, iulie 1855, Philadelphia
- Salvarea Oberlin–Wellington⁠(d), septembrie 1858, Oberlin și Wellington, Ohio
- Evadarea lui Charles Nalle⁠(d), noiembrie 1860, Troy, New York